# Antonio Fiore
Antonio Fiore (Segni, 1º agosto 1938) è un pittore italiano.

## Biografia
Detto "Ufagrà" per la sua adesione, negli anni '70-'80 del novecento, al Movimento Agrà, dopo avere conosciuto Sante Monachesi. Ha aderito poi, influenzato dal futurismo storico e l'aeropittura alla dichiarazione "Futurismo Oggi", redatta da Enzo Benedetto nel 1967. Ha frequentato altri futuristi quali Francesco Cangiullo, Osvaldo Peruzzi e Mino Delle Site.

## Esposizioni
A partire dal 2000 si segnalano diverse mostre a Roma, alcune specifiche per il centenario futurista del 2009.
Nel 2005 Fiore ha esposto al Complesso del Vittoriano a Roma.
Nel 2008 al Museo nazionale degli strumenti musicali, con la retrospettiva antologica Ufagrà , Opere 1978-2008.
Nel 2009 (a cura di Giorgio Di Genova) presso la Galleria Vittoria  con "1909-2009: Il Futurismo ha cento anni” e ha partecipato a "Futurismo 100 live", Ferrara .
Nel 2011 ha esposto al Vittoriano per il Padiglione Lazio, evento collaterale alla LIV Biennale di Venezia, a cura di Vittorio Sgarbi.
Nel 2012 a Perugia (a cura di Massimo Duranti ) con Dal Neofuturismo Agrà alla Cosmopittura, mostra personale .
Nel 2013 tenne a Roma la personale Sinfonia di Tempeste Spaziali.
Nel 2018 ha esposto al Palazzo del Monte Frumentario ad Assisi (a cura di Massimo Duranti e Andrea Baffoni). retrospettiva antologica.
Nel 2023 tenne a Roma la personale Antonio Fiore-Universo Ufagrà.
Nel 2024/2025 presente alla mostra Il Tempo del Futurismo alla Galleria Nazionale di Arte Moderna e Contemporanea a Roma.